# Mariana Cordero
Mariana Cordero (15 de juliol de 1949) és una actriu espanyola nascuda a Sevilla. Ha aparegut en més de trenta films des de 1980 i també és mestra d'actors

## Trajectòria
El 2009, col·laborà a la pel·lícula La vida empieza hoy. El 2015 treballà en la pel·lícula Techo y comida, del xeresà Juan Miguel del Castillo.

## Sèries de televisió
| Any       | Sèrie                              | Personatge            | Notes                                                                               |
| --------- | ---------------------------------- | --------------------- | ----------------------------------------------------------------------------------- |
| 2018      | La verdad                          | Adela                 |                                                                                     |
| 2017-2018 | El accidente                       | Teresa García         | 12 episodis                                                                         |
| 2015      | Bajo sospecha                      | Catalina Fernández    | 2 episodis                                                                          |
| 2014      | La que se avecina                  | Begoña Espinosa       | episodi «Un oso amoroso, unos mellizos postizos y una bajada a los infiernos»       |
| 2012      | La que se avecina                  | Begoña Espinosa       | episodi «Una presidenta de paja, un Rambo español y un hombre que no ha hecho nada» |
| 2011      | Hoy quiero confesar                | Doña Juana            | 2 episodis                                                                          |
| 2011      | La Duquesa II                      | Ama de llaves         | 2 episodis                                                                          |
| 2011      | Los protegidos                     | Personatge episòdic   | episodi «La luz al final del túnel»                                                 |
| 2011      | Cuñados                            | Eugenia               | 9 episodis                                                                          |
| 2011      | La pecera de Eva                   | Mare de "La López"    | 1 episodi                                                                           |
| 2010      | Gran Reserva                       | Amelia                | episodis «Al acecho» i «El motor que desplaza el mundo»                             |
| 2010      | Los hombres de Paco                | Personatge esporàdic  | 4 episodis                                                                          |
| 2009      | La que se avecina                  | Begoña Espinosa       | episodi «Una cabra, cinco leones y un presidente con un pavo en la cabeza»          |
| 2009      | Paquirri                           | Agustina Pérez        | 2 episodis                                                                          |
| 2009      | Acusados                           | Celia García          | 7 episodis                                                                          |
| 2009      | Días sin luz                       | Abuela                | 2 episodis                                                                          |
| 2008      | El comisario                       | Carmen                | episodi «Su único hijo»                                                             |
| 2007      | Escenas de matrimonio              | Eugenia               | 1 episodi                                                                           |
| 2005-2006 | Hospital Central                   | Carmen Asensio        | episodis «Almas rotas» i «Segundas partes»                                          |
| 2006      | Los Serrano                        | Sofía                 | episodi «Qué mal está occidente»                                                    |
| 2005      | Aquí no hay quien viva             | Teresa Castillo       | episodi «Érase otra boda»                                                           |
| 2003      | Aquí no hay quien viva             | Teresa Castillo       | episodis «Érase una rata» i «Érase una Nochebuena»                                  |
| 2003      | La Mari                            | Señora Rosa           | 2 episodis                                                                          |
| 2003      | El pantano                         | Rosa                  | 9 episodis                                                                          |
| 2002      | Hospital Central                   | Soledad               | episodi «Fin del trayecto»                                                          |
| 2002      | Padre coraje                       | María                 | 3 episodis                                                                          |
| 2002      | El comisario                       | Pepa                  | episodi «La huella del canguro»                                                     |
| 2001      | Periodistas                        | Angelita              | episodi «La tortilla francesa»                                                      |
| 1998      | Andalucía, un siglo de fascinación | Directora de fundació | episodi «Paraísos»                                                                  |

## Filmografia selecta
| Any  | Títol                              | Rol    | Notes      |
| ---- | ---------------------------------- | ------ | ---------- |
| 2009 | La vida empieza hoy                |        | tráiler    |
| 2008 | 3 días                             |        | tráiler    |
| 2007 | La torre de Suso                   |        | tráiler    |
| 2006 | Películas para no dormir: La culpa | Teresa |            |
| 2005 | Princesas                          |        |            |
| 2005 | Princesas... en el rodaje          |        | documental |

### A televisió
- 2011: Hoy quiero confesar (TV)[3]
- 2012: Cuñados
- 2014 El Rey

## Teatre
- Éramos tres hermanas (2014), d'Anton Txèkhov